# DECIPHER
DECIPHER (DatabasE of genomiC varIation and Phenotype in Humans using Ensembl Resources- Base de Datos de Desequilibrio Cromosómico y Fenotipo en Humanos utilizando Recursos Ensembl) es un recurso web y una base de datos de variación genómica a partir del análisis de ADN de pacientes. Documenta anormalidades cromosómicas submicroscópicas (microdeleciones y duplicaciones) y variantes de secuencia patogénica (variantes de un solo nucleótido - SNVs, inserciones, deleciones, InDels), de más de 25 000 pacientes y los asigna al genoma humano utilizando Ensembl o UCSC Genome Browser. Además, cataloga las características clínicas de cada paciente y mantiene una base de datos de síndromes de microdeleción/duplicación, junto con enlaces a informes científicos relevantes y grupos de apoyo.
DECIPHER, se inició en 2004 en el Instituto Sanger del Reino Unido, financiado por el Wellcome Trust. Sin embargo, cuenta con el apoyo de un consorcio internacional de investigación, con datos de pacientes aportados por más de 240 centros de genética clínica de 33 países. Cada centro está representado por un genetista clínico experimentado y un citogenetista molecular sénior.